# World World World
World World World (jap. ワールド ワールド ワールド Wārudo Wārudo Wārudo) − piąty album japońskiej grupy muzycznej Asian Kung-Fu Generation, wydany 5 marca 2008. Pochodzą z niego single "After Dark", "Korogaru Iwa, Kimi ni Asa ga Furu" oraz "Aru Machi no Gunjō".

## Lista utworów
1. "World World World" (jap. ワールド ワールド ワールド Wārudo Wārudo Wārudo)
2. "After Dark" (jap. アフターダーク Afutā Dāku) (użyty jako 7. opening w anime Bleach)
3. "Tabidatsu Kimi e" (jap. 旅立つ君へ)
4. "Neoteny" (jap. ネオテニー Neotenī)
5. "Travelogue" (jap. トラベログ Toraberogu)
6. "No. 9"
7. "Night Diving" (jap. ナイトダイビング Naito Daibingu)
8. "Laika" (jap. ライカ Raika)
9. "Wakusei" (jap. 惑星)
10. "Korogaru Iwa, Kimi ni Asa ga Furu" (jap. 転がる岩、君に朝が降る)
11. "World World" (jap. ワールド ワールド Wārudo Wārudo)
12. "Aru Machi no Gunjō" (jap. 或る街の群青)
13. "Atarashii Sekai" (jap. 新しい世界)